# Hendrick Goltzius

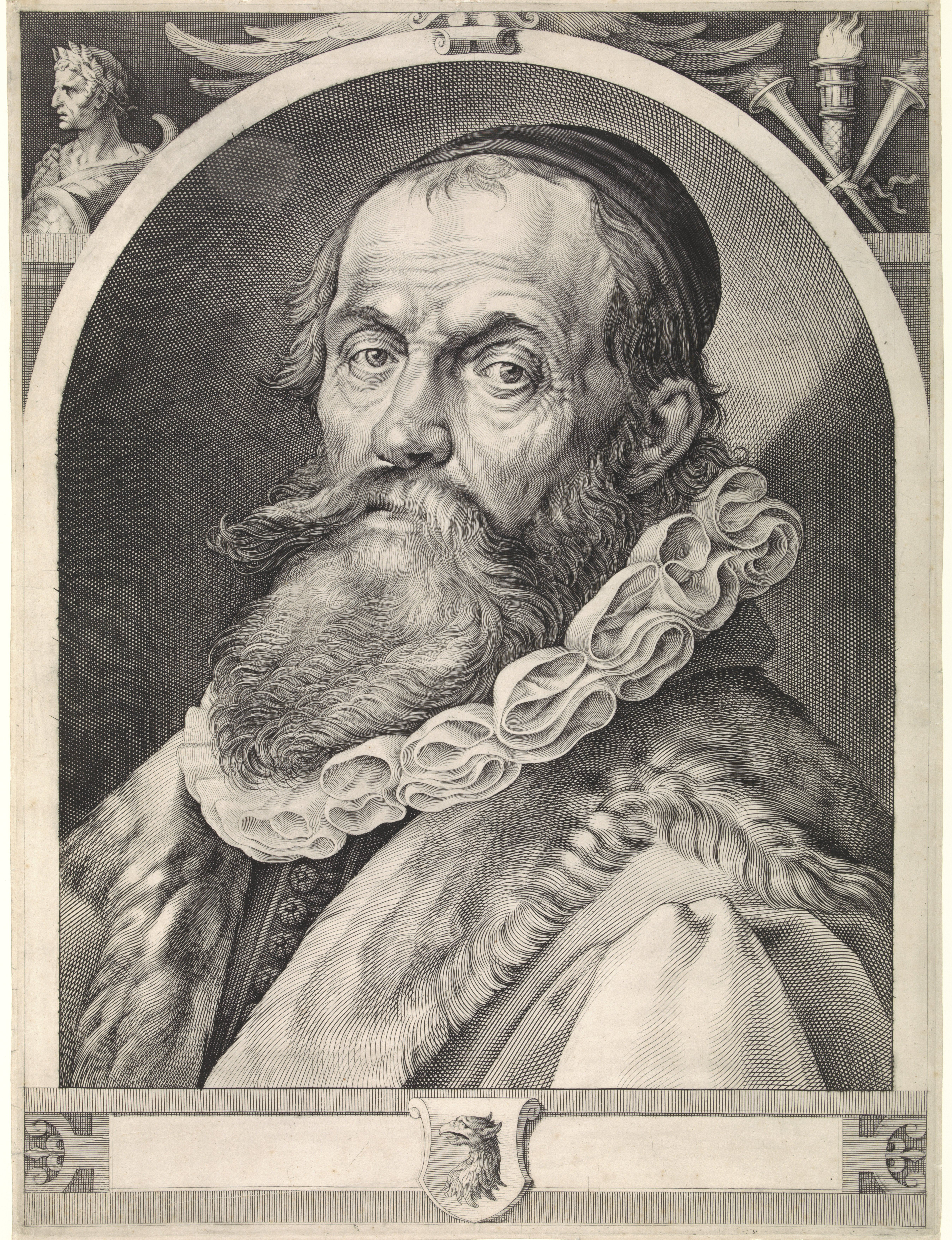
Hendrik Goltzius von Jacob Matham

Hendrick Goltzius (* Januar oder Februar 1558 in Bracht, heute Ortsteil von Brüggen im Kreis Viersen –  bei Venlo; † 29. Dezember 1616 oder 1. Januar 1617 in Haarlem) war ein niederländischer Maler, Zeichner und Kupferstecher. Sein Werk stand unter dem Einfluss der durch die Nachahmung italienischer Meister hervorgerufenen manieristischen Strömung, welche damals die holländische Kunst beherrschte.

## Leben

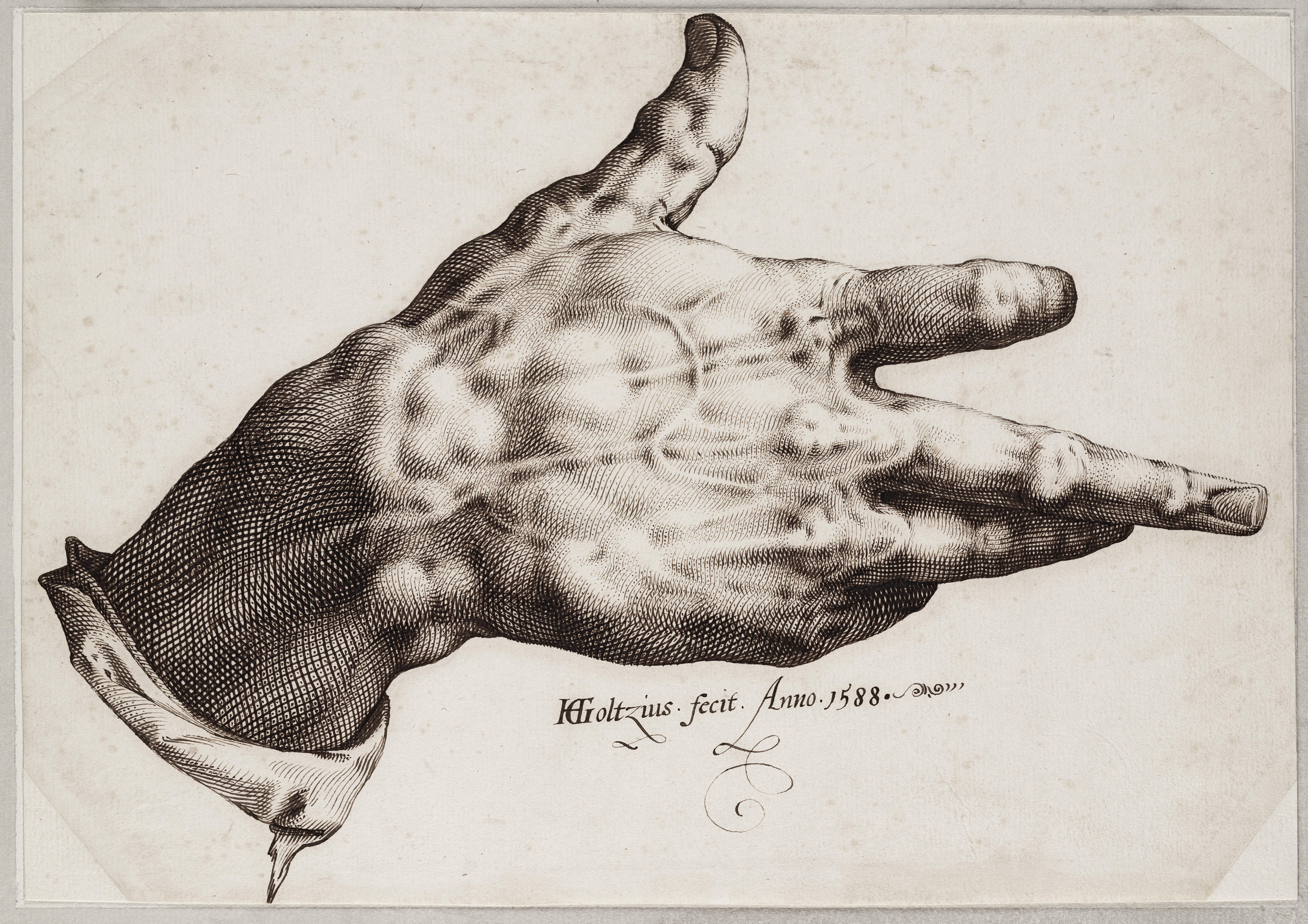
Goltzius’ rechte Hand

Obwohl Goltzius’ rechte Hand durch eine Verbrennung in der Kindheit missgestaltet war, lernte er bei Philipp Galle das Handwerk des Kupferstechers. Seine Bildung verdankte er Dirck Volkertszoon Coornhert und dem Austausch an der Haarlemer Akademie, der auch Bartholomäus Spranger, Cornelis van Haarlem und Karel van Mander angehörten. Ab 1590 bereiste er mehrere Jahre Italien und Deutschland, überall scharf beobachtend und präzise Studien fertigend.  
Er gründete in Haarlem eine Kupferdruckerei, in der die Elite der damaligen Stecherkunst ausgebildet wurde, so Jakob de Gheyn II., sein Schwiegersohn Jakob Matham, Pieter de Jode der Ältere, Jan Muller und Jan Saenredam, die den Manierismus ihres Lehrers auf jeweils eigenständige Art fortführten. 
Mit 42 Jahren begann Goltzius, daneben Gemälde zu fertigen. 
Angesichts der Produktion von über 300 meisterhaften Grafiken, die weite Verbreitung fanden, wurde er bereits zu Lebzeiten als einer der brillantesten Maler, Zeichner und Stecher gefeiert. 

## Werk
Inhaltlich entspricht Goltzius’ Werk den Themen der Zeit: Es umfasst vor allem erfindungsreiche und ausgeklügelte Allegorien, wie sie ihm besonders der am Prager Kaiserhof wirkende Flame Bartholomäus Spranger lieferte. Sie zeigen meist Kampfszenen oder erotische Motive. Neben Erzählungen der antiken Mythologie verwendete er biblische Geschichten als Vorlage für seine Bildideen. Er fertigte auch eine Reihe von Porträts, selbst solche von Menschen aus dem Volke, die er zu seinem eigenen Vergnügen abbildete.
Aber namentlich um die Technik der Druckkunst hat sich Goltzius Verdienste erworben. Er bildete jene plastische Behandlungsweise des Kupferstiches aus, welche sich durch den Schwung und die Bewegung der Schattenlinien, durch ihr Anschwellen und Verschwinden, durch die unterschiedliche Art ihrer Durchschneidung den Gesetzen der Modellierung aufs genaueste zu entsprechen sucht. In seinen Holzschnitten verwendete er meisterhaft die Chiaro-Scuro-Technik.
Ebenfalls sehr gefragt waren seine Federrisse, auch Federkunststücke oder niederländisch Penwerken genannt: Zeichnungen, in denen er mit Feder und Tinte auf Papier oder Pergament die Stichtechnik imitierte. Die nebenstehende Zeichnung seiner missgestalteten Hand ist ein Beispiel dafür.
In seiner Malerei, dominiert von mythologischen Themen, war Goltzius seinem berühmten Kollegen Bartholomäus Spranger stilistisch verhaftet. 

Die Zahl der nach „Goltzius“ gefertigten Stiche ist sehr groß. Blätter in seinem Stil waren ein beliebter Exportartikel und finden sich heute in fast allen größeren Museen beziehungsweise Sammlungen.

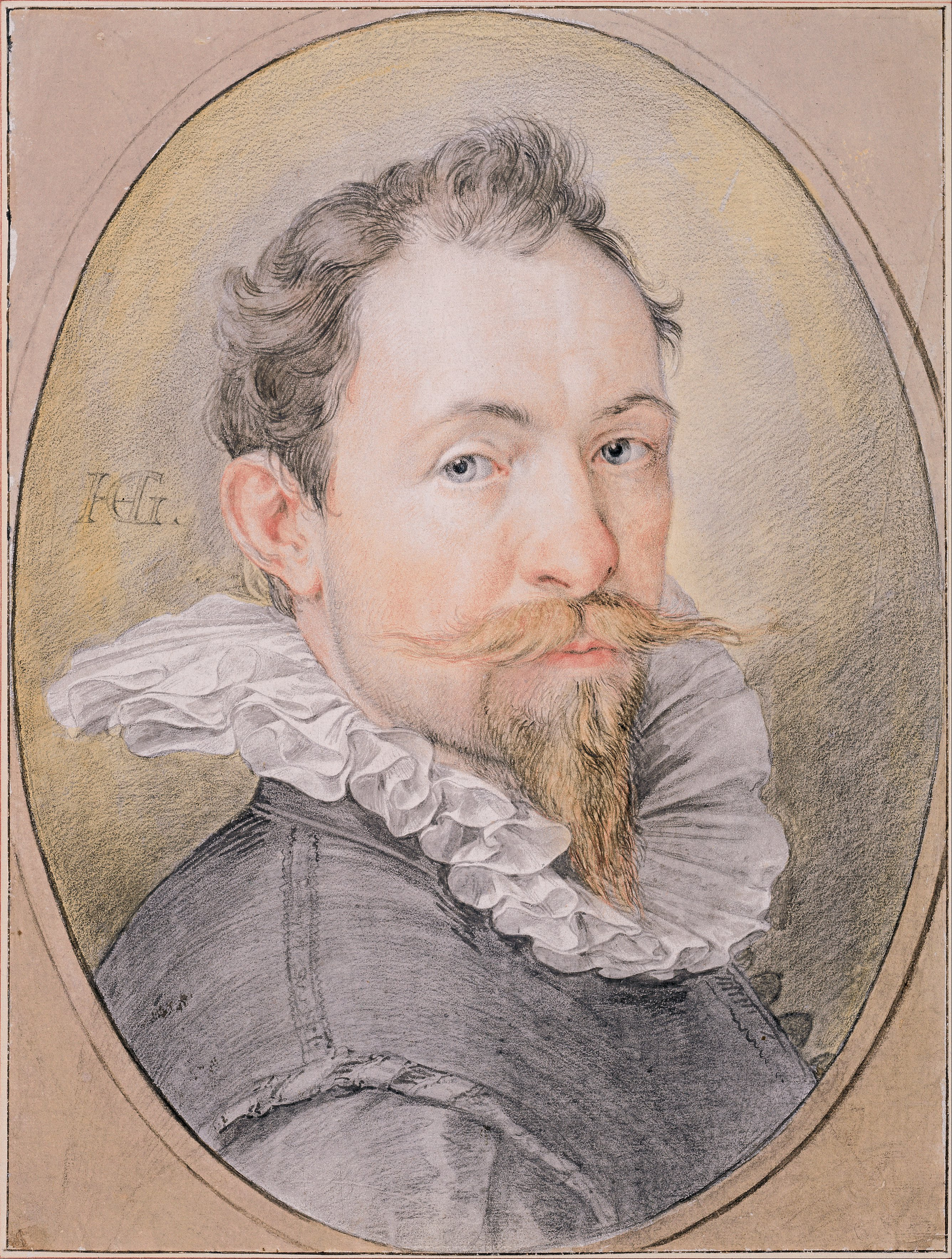
Selbstporträt (1593/94)

## Bekannte Werke
- Stürzende (Ikarus, Phaeton u. a.)
- Pygmalion
- Herakles und zwei Betrachter
- Sine Cerere et Libero friget Venus| Sine Cerere et Libero friget Venus (mehrere Fassungen)
- Jupiter und Antiope, Gemälde aus dem Jahre 1612, The National Gallery London
- Apollo von Belvedere und skizzierender Künstler
- Tugendenserie
- Planetenserie
- Söldnerserie
- Illustrationen zu Ovids Metamorphosen

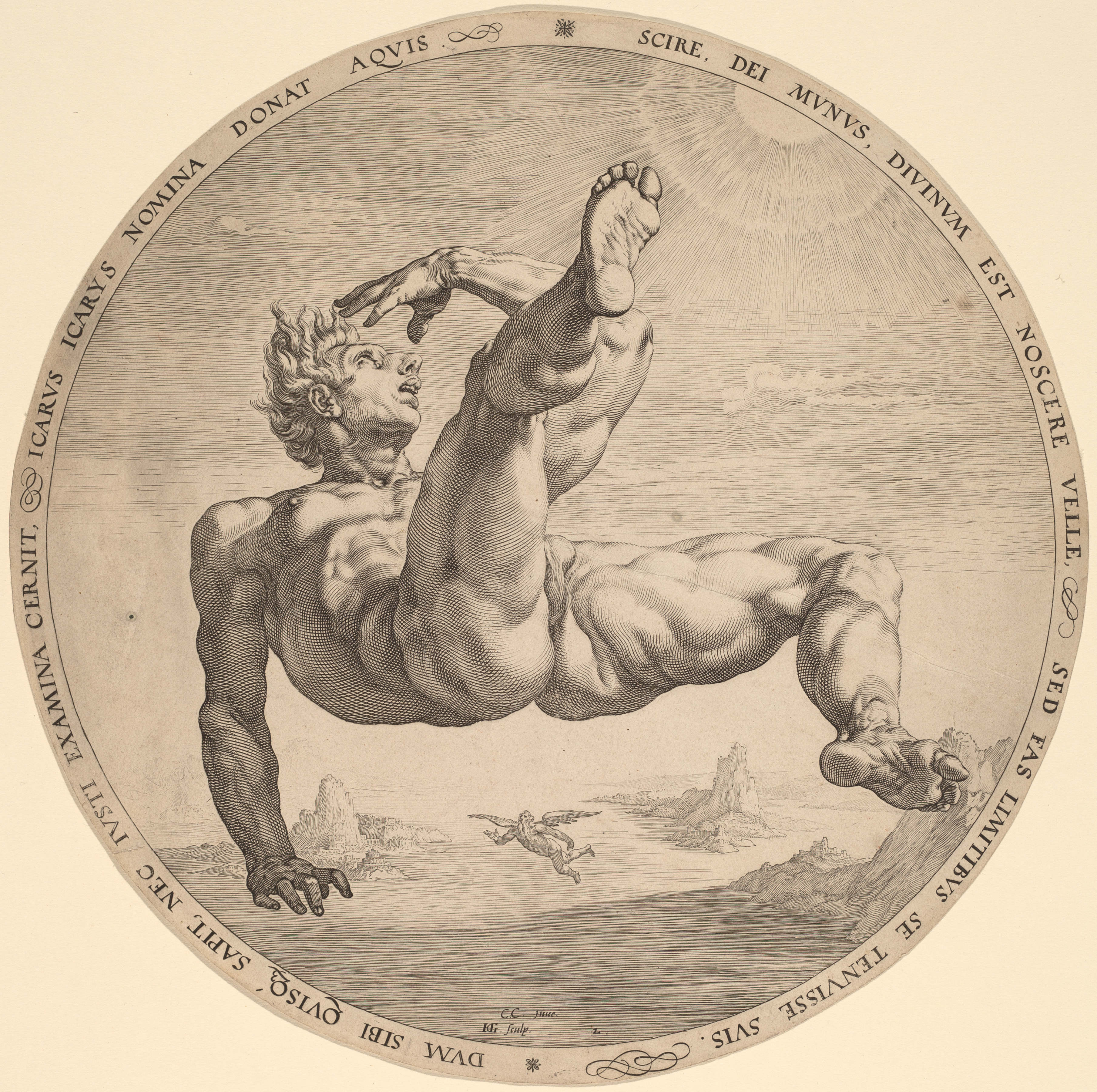
Ikarus (1588) Serie Stürzende
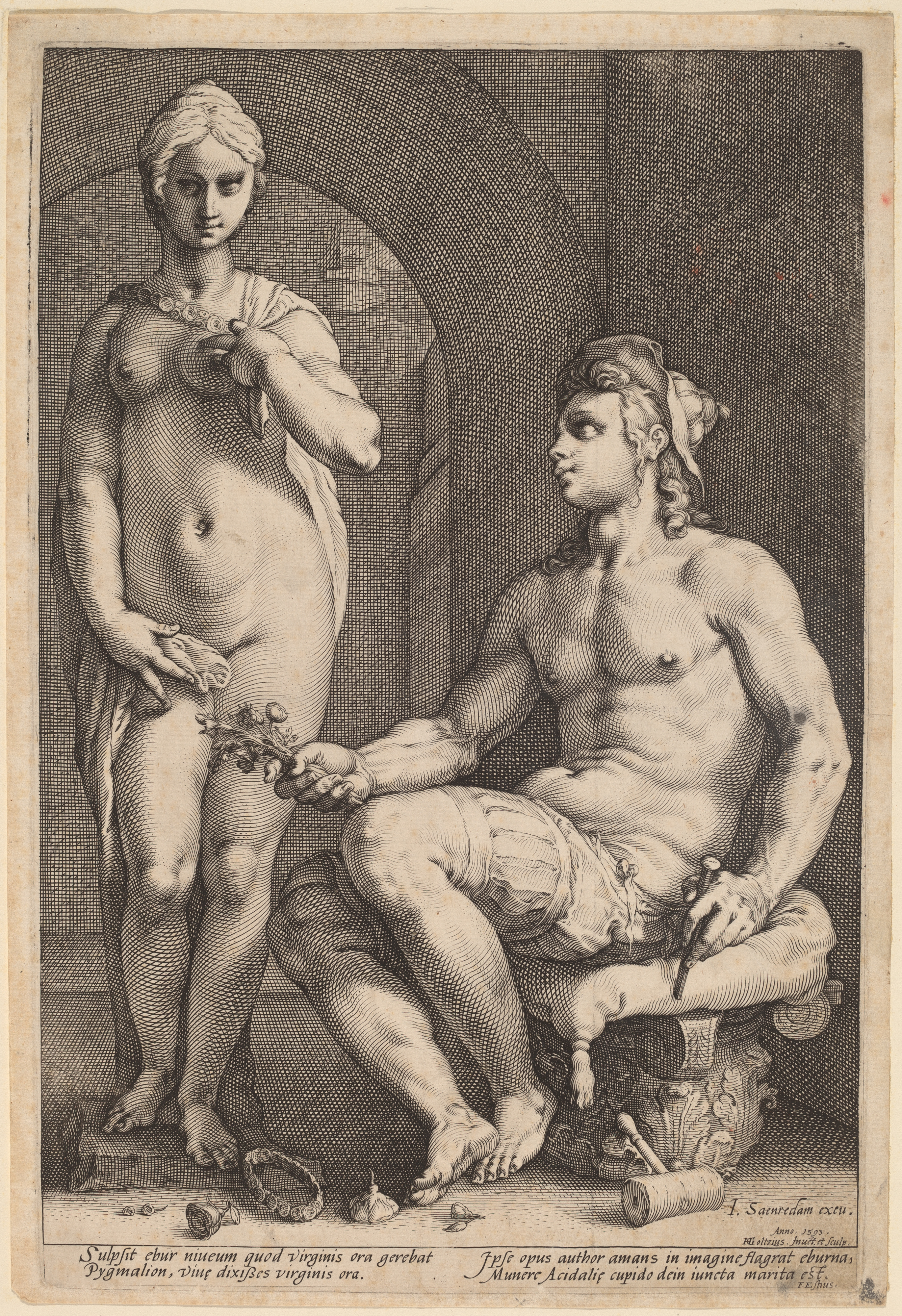
Pygmalion (1594)
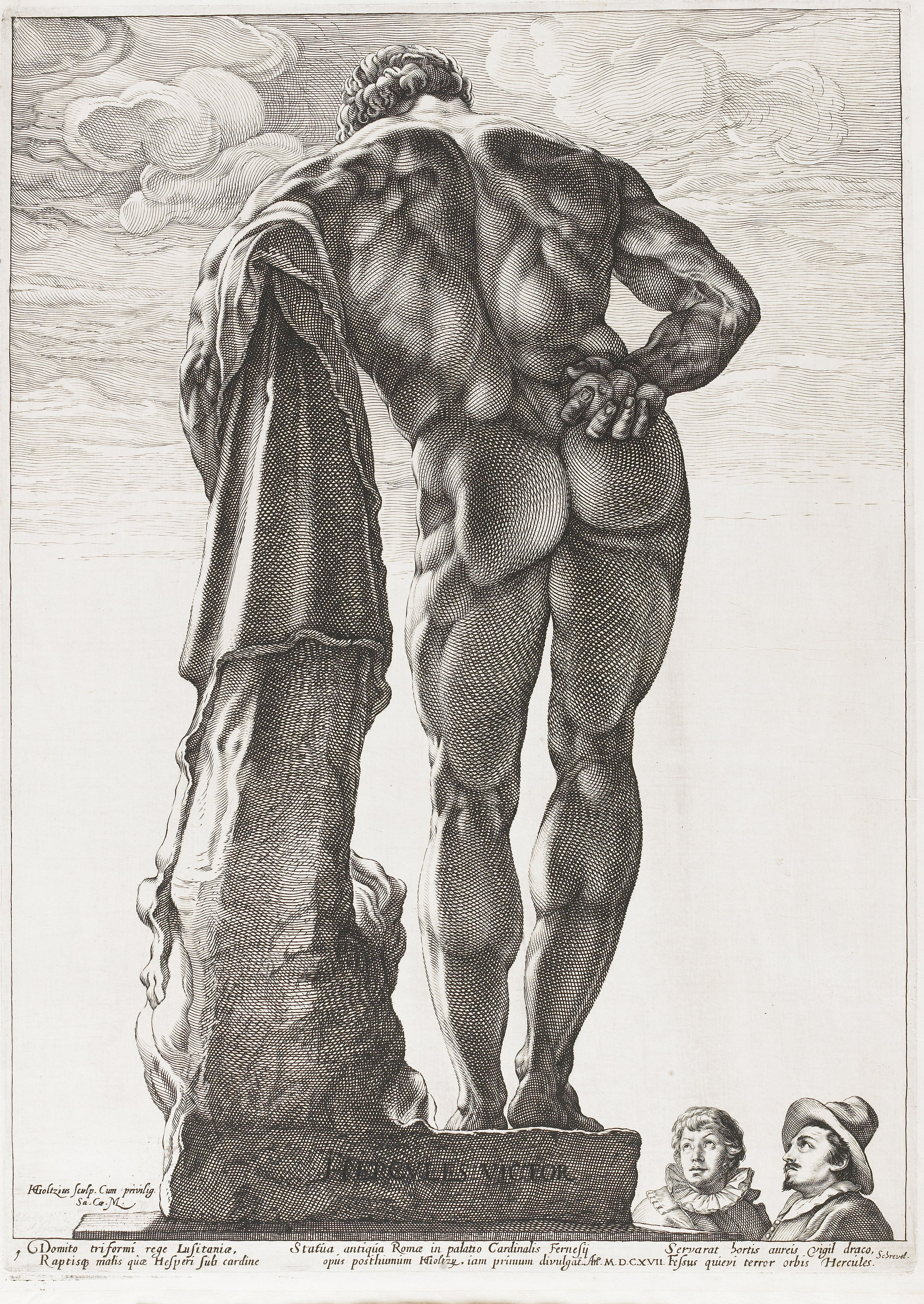
Herkules (um 1600)
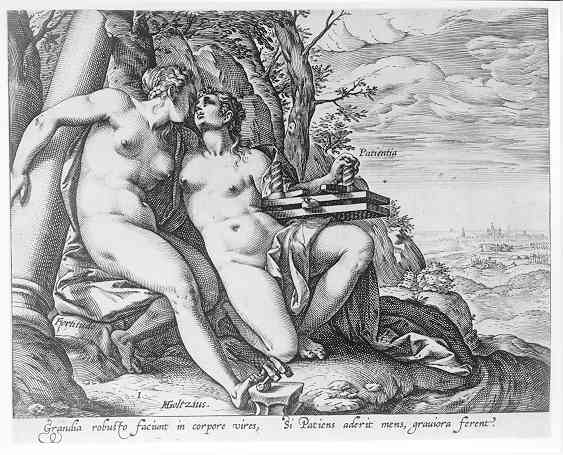
Tapferkeit und Geduld (undat.) Serie Tugenden
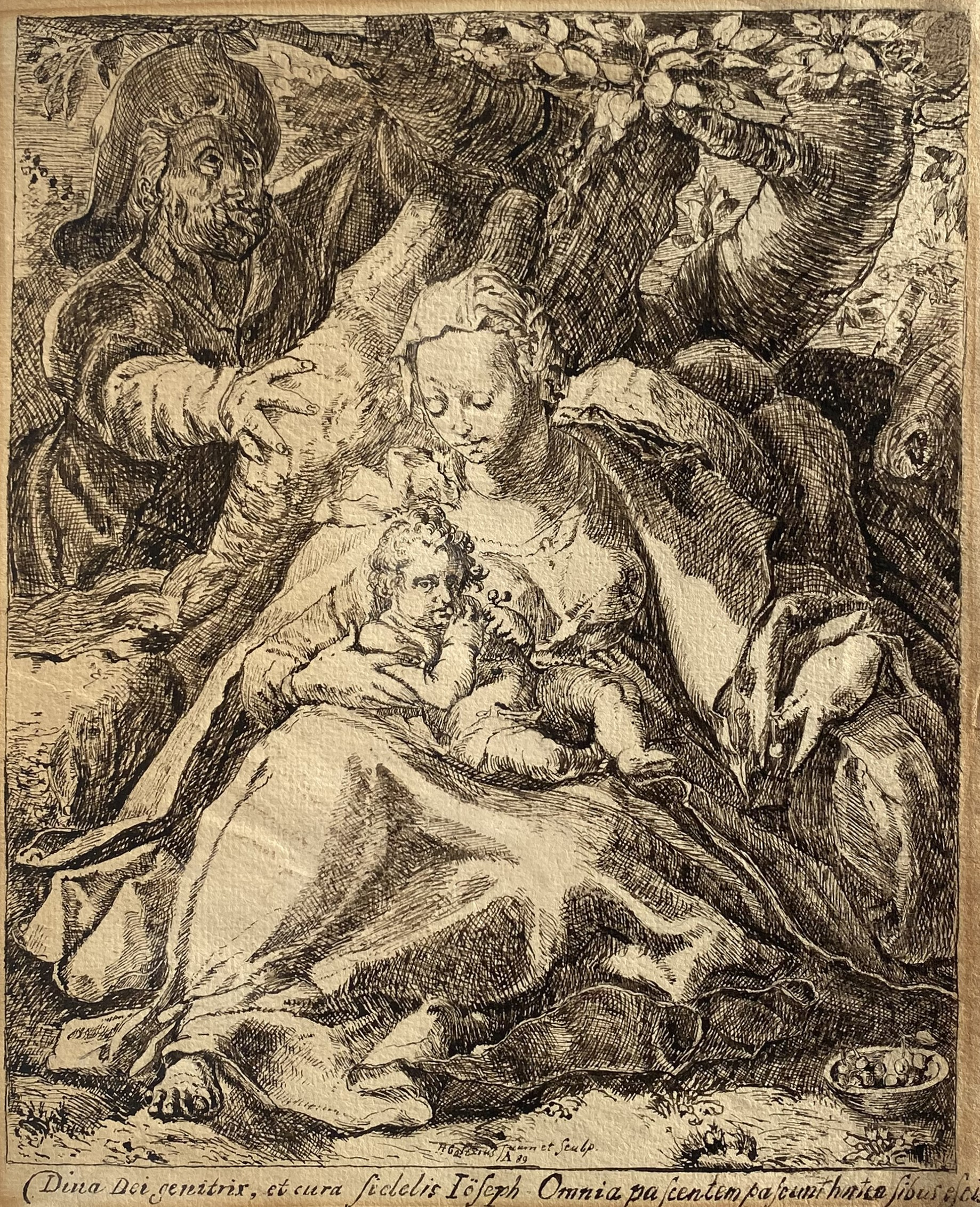
Diua Dei genitrix, et cura fidelis Ioseph, 1589.
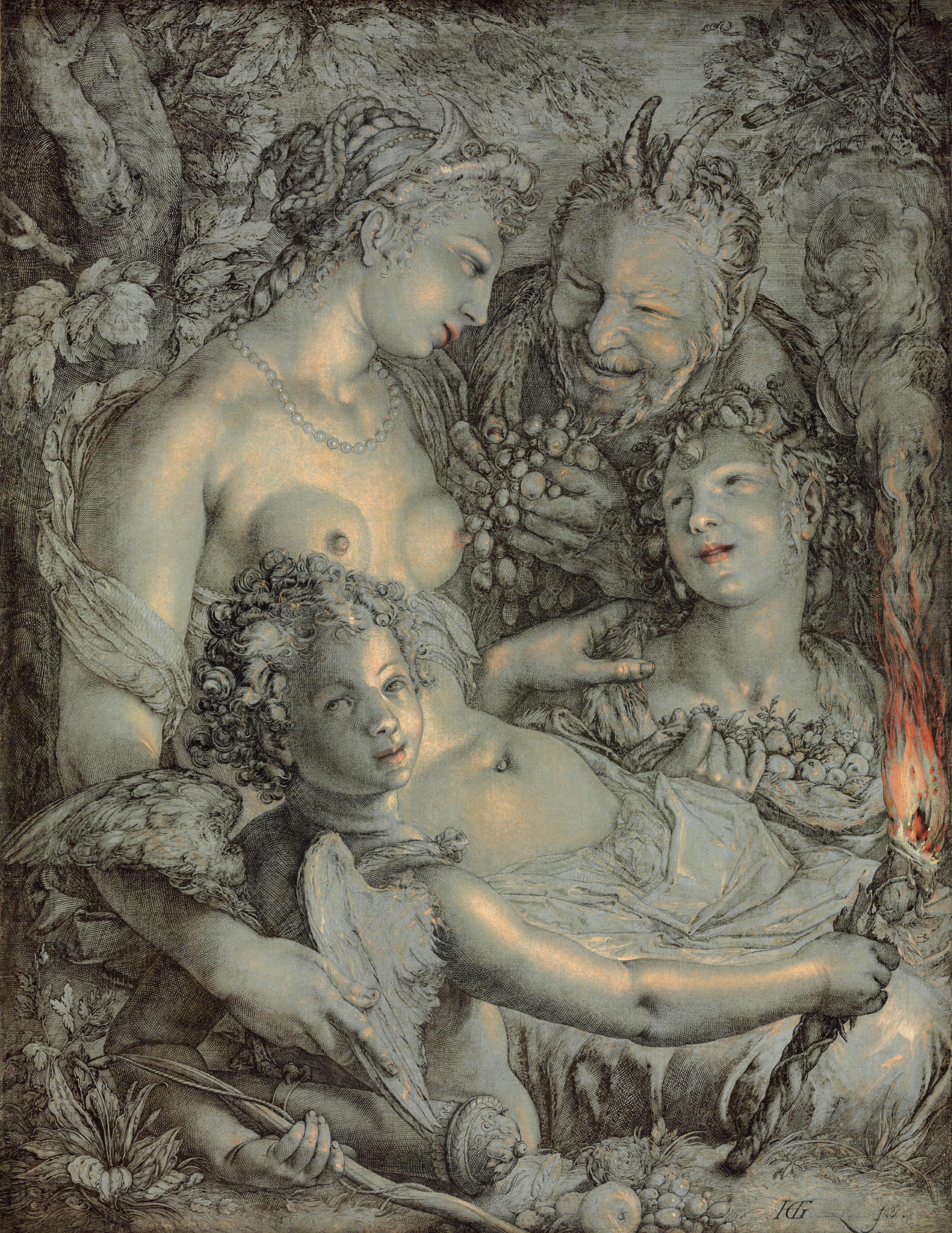
Sine Cerere et Libero friget Venus (ca. 1600–1603)

## Ausstellungen
- [4] 2014: Stil und Vollendung. Hendrick Goltzius und die manieristische Druckgrafik in Holland.,[5] Städel Museum, Frankfurt.
- 2014: Die Meisterstiche des Hendrick Goltzius, Kunsthalle Bremen
- 2016: Bestechend gestochen. Das Unternehmen Hendrick Goltzius. Kunstmuseum Basel, Kupferstichkabinett[6]
- 2020–21: Verwandlung der Welt – Meisterblätter von Hendrick Goltzius,[7] Augustinermuseum – Haus der Graphischen Sammlung, Freiburg
- 2023: Verwandlung der Welt – Meisterblätter von Hendrick Goltzius, Augustinermuseum – Haus der Graphischen Sammlung, Freiburg

## Film
- 2012: Goltzius and the Pelican Company, von Peter Greenaway